# Banics Domokos
Banics Domokos (Győr, 1694. február 12. – Telki, 1772. november 9.) Benedek rendi szerzetes, pap.

## Élete
1712. november 11-én lépett a rendbe, 1720-ban szentelték pappá. A szentszéki egyháztanács tagja volt, majd 1768-ban telki apát lett.

## Műve
- Bétakartatott és kinyittatott könyv. Pozsony, 1727 (Felső-surányi Sigray Ferencz fölött mondott halotti beszéd)